# Angel X
Андреас Харде (род. 23 мая 1972, Мюнхен, Германия), известный как Andy Jonas и Angel X — немецкий певец и автор-исполнитель. Наиболее известен как исполнитель хита «Return to Innocence» проекта Enigma, спродюсированного немецко-румынским музыкальным продюсером Михаэлем Крету.

## Биография
Андреас Харде вырос в Амеранге. Свои первые песни стал писать в возрасте пяти лет. Получил уроки классического фортепиано и игры на аккордеоне. В течение нескольких лет работал ди-джеем в нескольких мюнхенских клубах, таких как Domizil и Pulverturm. Демозаписи Харде (сделанные с Томом Шерером и Андреасом Листом) услышал Фрэнк Петерсон, создатель Gregorian и музыкальный партнёр Майкла Крету, и пригласил Андреаса на пробные записи в студию Крету. С 1988 года певец начинает сотрудничать с Сандрой.
В 1993 году выпустил сольный альбом Welcome to the Soul Asylum; в его создании принимали участие основатели Enigma, Михаэль Крету и Йенс Гад. Альбом вошёл в топ-100 по версии Mediacontrol.
В 2002 году Йонас написал текст для песни «I Close My Eyes» для Сандры, которая заняла 93-е место в немецком чарте.
С 1997 года Андреас всё больше работал продюсером.
В 2000 году Андреас сформировал группу «Tagträumer». Было выпущено два альбома: Zuviel ist nicht genug и Öffne die Augen. Группа принимала участие в различных телешоу, в том числе в отборе на конкурс «Евровидение»
В 2017 году на лейбле DA Music был выпущен альбом Tagträumerland (под именем Энди Йонас).
Начиная с 2017 года, Андреас даёт совместные выступления с Эндрю Дональдсом (голос Enigma с 1998 года) и с Fox Lima (с 2022 года), исполняя классику Enigma c привлечением струнного оркестра и посещая в том числе и Россию.

## Дискография
- 1993 — Welcome to the Soul Asylum
- 2017 — Tagträumerland
- 2021 — Enigmatic Love & Devotion

Tagträumer
- 2001 — Zuviel ist nicht genug
- 2003 — Öffne die Augen